# Epatite E
L'epatite E è un'infiammazione del fegato causata dall'infezione dal virus dell'epatite E. È una delle cinque epatiti virali maggiori che colpiscono l'uomo: A, B, C, D ed E. Il virus dell'epatite E (HEV) è un virus icosaedrico a RNA a singolo filamento positivo, privo di envelope; HEV è caratterizzato da una via di trasmissione fecale-orale. L'infezione di questo virus è stata documentata per la prima volta nel 1955 durante un'epidemia avvenuta a Nuova Delhi, in India. Un vaccino (HEV 239) è stato approvato in Cina.
Sebbene l'epatite E spesso causi un'infezione acuta e autolimitante (l'infezione virale è temporanea e l'individuo guarisce) con bassi tassi di mortalità nel mondo occidentale, presenta un alto rischio di sviluppare un'epatite cronica nelle persone con un sistema immunitario indebolito con più alti tassi di mortalità. Coloro che si sono sottoposti a un trapianto d'organo e che quindi hanno assunto farmaci per indebolire il sistema immunitario e quindi prevenire il rigetto sono ritenuti gli individui principalmente a rischio di incorrere nell'epatite cronica E.
Clinicamente la condizione è paragonabile all'epatite A, ma nelle persone in gravidanza assume una forma spesso più grave ed è talvolta associata a una sindrome clinica chiamata insufficienza epatica fulminante. Le persone incinte, in particolare quelle al terzo trimestre, hanno un tasso di mortalità più elevato di circa il 20%. Nel 2013 l'infezione da epatite E ha interessato circa 28 milioni di persone.

## Epidemiologia
Ogni anno, il virus dell'epatite E (HEV) provoca circa 20 milioni di infezioni da cui scaturiscono circa tre milioni di malattie acute che, nel 2015, hanno a loro volta portato a 44 000 decessi. La mortalità incide molto sui soggetti che contraggono tale epatite, ad esempio è molto pericolosa nelle donne in gravidanza, in quanto possono sviluppare una forma particolarmente acuta della condizione, dove la percentuale si attesta su un 20% dei casi manifestati, soprattutto durante il secondo e terzo trimestre di gravidanza. L'epatite E rappresenta una delle principali cause di malattia e di morte nei paesi in via di sviluppo. È endemica in Asia centrale, mentre nell'America centrale e nel Medio Oriente vi sono alcuni focolai. È anche diffusa in India; l'età di maggiore incidenza si attesta fra i 15 e i 34 anni. Sempre più frequentemente, l'epatite E viene osservata nelle nazioni sviluppate; ad esempio, nel 2015 sono stati segnalati 848 casi di infezione in Inghilterra e nel Galles.

### Recenti epidemie
Nell'ottobre 2007, un'epidemia di epatite E si è verificata nel distretto di Kitgum, nel nord dell'Uganda. Questo focolaio è diventato uno dei più grandi di epatite E al mondo. A giugno 2009, aveva provocato la malattia in 10 196 persone e 160 decessi. L'epidemia di cui sopra si è verificata nonostante che non fosse stata documentata nessuna precedente epidemia nel paese, le donne sono state le più colpite.
Nel luglio 2012 è stato segnalato un focolaio nei campi profughi sud sudanesi nella contea di Maban. Il Ministero della Salute del Sudan del Sud ha riportato oltre 400 casi e 16 decessi al 13 settembre 2012,  mentre l'associazione Medici Senza Frontiere ha dichiarato di aver curato quasi 4 000 persone. Nell'aprile 2014, un focolaio nel comune di Biratnagar in Nepal ha provocato l'infezione di oltre 6 000 persone del posto e almeno 9 decessi.
Durante un focolaio in Namibia, il numero di persone colpite è aumentato da 490 registrate a gennaio 2018 a 5 014 (con 42 decessi) ad aprile 2019, a 6 151 casi (con 56 decessi) ad agosto 2019; l'Organizzazione Mondiale per la Sanità ha stimato che il tasso di mortalità era dello 0,9%.

## Eziopatogenesi

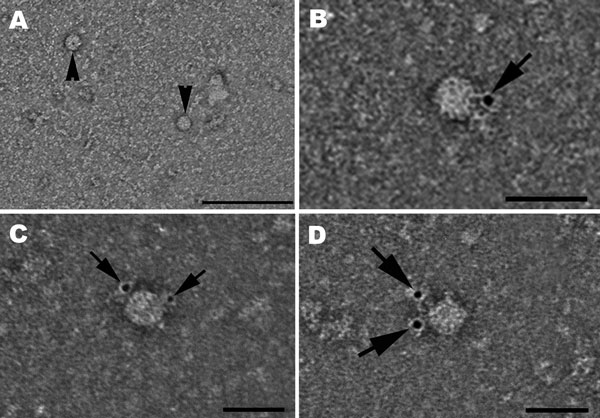
Virus dell'epatite E in una salsiccia di fegato di maiale

Il virione di HEV (dall'acronimo in inglese Hepatitis E Virus) è costituito da una particella sferica del diametro di 30-34 nanometri sprovvista di rivestimento esterno. Il genoma, costituito da una molecola di RNA a singola elica a polarità positiva (ssRNA (+), IV gruppo della classificazione di Batimore) di circa 7,6 kilobasi, è stato clonato e sequenziato soltanto nel 1990.
A seguito dell'analisi della sequenza genomica il virus dell'epatite E è stato collocato nel genere Hepevirus, e nella famiglia degli Hepeviridae. Precedentemente era stato classificato nella famiglia dei Calicivirus.
Anticorpi anti-HEV sono stati riscontrati in topi, ratti, conigli e manguste. Principalmente maiali e cinghiali sono il serbatoio del virus. Fra le fonti di infezioni, la più comune è l'assunzione di acqua contaminata da feci, la trasmissione avviene per via oro-fecale.
Come con altri virus epatitici, l'insuccesso della coltivazione dell'HEV in vitro e la suscettibilità dell'infezione limitata ad alcuni primati superiori tra cui l'uomo sono ostacoli allo studio delle sue caratteristiche biologiche. Per tali ragioni, anche le possibilità di diagnosi e quindi lo studio dell'epatite E sono ancora oggi strettamente limitate a pochissimi centri di ricerca. La recente caratterizzazione del genoma virale ha reso possibile, con l'ottenimento di antigeni ricombinanti, l'allestimento di un test immunoenzimatico.
Sulla base dei primi risultati, sembra che in corso di infezione acuta siano precocemente determinabili anticorpi di classe IgM e IgG. Gli anticorpi di classe IgM sono presenti solo all'inizio dell'infezione acuta o recente; mentre quelli di classe IgG sono dimostrabili più a lungo, ma forse non per tutta la vita del paziente. Non è chiaro, inoltre, se tali anticorpi siano neutralizzanti, e quindi protettivi.

## Clinica
Fra i sintomi e i segni clinici si ritrovano anoressia, febbre, dolori addominali, vomito, nausea, rash, artralgia e diarrea.

### Infezione acuta
Il periodo di incubazione dell'epatite E varia da 3 a 8 settimane. Dopo una breve fase prodromica, i sintomi durano da alcuni giorni ad alcune settimane. Questi possono includere ittero (colorito giallo della cute), affaticamento e nausea. La fase sintomatica coincide con livelli elevati di aminotransferasi epatica.
L'RNA virale diventa rilevabile nelle feci e nel sangue durante il periodo di incubazione. Gli anticorpi IgM e IgG sierici contro l'HEV compaiono poco prima dell'inizio dei sintomi clinici. Il recupero porta alla scomparsa del virus dal sangue, mentre può persistere ancora nelle feci per molto tempo. Il recupero è anche caratterizzato dalla scomparsa degli anticorpi IgM e dall'aumento dei livelli di anticorpi IgG.

### Infezione cronica
Nonostante l'infezione da epatite E sia di solito una malattia acuta, nei soggetti immunocompromessi, in particolare nei pazienti che si sono sottoposti a trapianto di organo, può verificarsi un'infezione cronica. Occasionalmente ciò può evolvere fino a causare fibrosi e cirrosi.

### Altri organi
L'infezione da virus dell'epatite E può anche comportare a problemi ad altri organi. Per alcune di queste condizioni, conosciute come manifestazioni muscoloscheletriche o immuno-mediate, la correlazione non è del tutto chiara, ma per diverse patologie neurologiche ed ematiche la relazione appare più coerente:
- Pancreatite acuta (HEV genotipo 1[33])
- Le complicanze neurologiche (sebbene il meccanismo del danno neurologico sia, al 2020, ancora sconosciuto[34]) includono: sindrome di Guillain-Barré (debolezza acuta degli arti dovuta al coinvolgimento dei nervi), amiotrofia nevralgica idiopatica (debolezza di braccia e spalle, nota anche come sindrome di Parsonage-Turner), mielite trasversa acuta e meningoencefalite acuta.
- Glomerulonefrite con sindrome nefrosica e/o crioglobulinemia.
- Crioglobulinemia mista essenziale, in cui gli anticorpi nel flusso sanguigno reagiscono in modo inappropriato a basse temperature.
- Trombocitopenia grave (bassa conta piastrinica nel sangue) che comporta un pericolo di emorragia più elevato.

### Infezione in gravidanza
Le donne in gravidanza mostrano un decorso più grave dell'infezione. Sono stati segnalati tassi di mortalità tra il 20% e il 30% per insufficienza epatica nei focolai di HEV genotipo 1 e 2 HEV riscontrati nei paesi in via di sviluppo. Oltre ai segni di un'infezione acuta, gli effetti avversi sulla madre e sul feto possono includere parto pretermine, aborto, morte endouterina fetale e morte neonatale.
I meccanismi patologici e biologici alla base degli esiti avversi delle infezioni in gravidanza rimangono in gran parte poco chiari. Si ritiene che un aumento della replicazione virale e l'influenza dei cambiamenti ormonali sul sistema immunitario contribuiscano a peggiorare il decorso dell'infezione. Inoltre, studi che mostrano prove di replicazione virale nella placenta, o che riportano l'intero ciclo di vita virale nelle cellule di origine placentare in vitro, suggeriscono che la placenta umana possa essere un sito di replicazione virale al di fuori del fegato. Comunque, al 2020, il motivo principale della gravità dell'HEV in gravidanza rimane enigmatico.

## Diagnosi
Una diagnosi certa di epatite E può essere formulata solamente tramite un esame del sangue che confermi la presenza di RNA del virus o degli anticorpi IgM contro l'HEV. Negli Stati Uniti, al 2020, la Food and Drug Administration non ha autorizzato alcun test sierologico per la diagnosi di infezione da HEV. L'Organizzazione mondiale della sanità ha sviluppato uno standard internazionale per il rilevamento e la quantificazione dell'RNA di HEV. Nell'infezione acuta la finestra viremica per l'individuazione dell'RNA di HEV si chiude tre settimane dopo l'inizio dei sintomi.

### Marcatori virologici
Supponendo che la vaccinazione non sia avvenuta, i test possono mostrare:
- se il sistema immunitario della persona è normale, allora
  - se gli IgM anti-HEV sono negativi, allora non ci sono prove di una recente infezione da HEV
  - se gli IgM anti-HEV sono positivi, è probabile che la persona abbia un'infezione HEV recente o attuale
- se il sistema immunitario è indebolito da malattie o cure mediche, come nel caso di un individuo che sia stato sottoposto a un trapianto di organi solidi, allora
  - se gli IgM anti-HEV sono negativi, e se vengono rilevati in ulteriori esami del sangue
    - RNA dell'HEV positivo, quindi la persona ha infezione da HEV
    - RNA dell'HEV negativo, quindi non ci sono prove di infezione attuale o recente

  - se gli IgM anti-HEV sono positivi, è probabile che la persona abbia un'infezione HEV recente o attuale e l'RNA dell'HEV può essere utile per tracciare la risoluzione.

## Terapia
La terapia consiste principalmente in una gestione di supporto, in quanto nelle persone immunocompetenti l'infezione è autolimitante. Il trapianto del fegato può essere necessario per i casi più gravi. Al 2020 non esiste un farmaco per cui sia stata stabilita la sicurezza e l'efficacia per il trattamento dell'epatite E e nemmeno vi sono stati importanti studi randomizzati sui farmaci antivirali. Alcuni studi seppur effettuati su campioni di modeste dimensioni, hanno suggerito che la ribavirina possa essere considerata efficace nelle persone immunocompromesse che hanno sviluppato un'infezione cronica.
L'infezione cronica da HEV è associata a terapie immunosoppressive, e quando ciò accade nei soggetti sottoposti a trapianto di organi solidi, la riduzione dell'assunzione di farmaci immunosoppressori può portare alla clearance di HEV in un terzo dei pazienti.

## Prevenzione

### Igiene
I servizi igienico-sanitari sono la misura più importante nella prevenzione dell'infezione da epatite E; ciò comprende l'adozione di sistemi adeguati per il trattamento e lo smaltimento dei rifiuti umani, il ricorso a elevati standard per l'approvvigionamento idrico pubblico e l'utilizzo di buoni comportamenti di igiene personale e della preparazione degli alimenti naturali. In conclusione, le strategie per prevenire questa malattia sono simili a quelle di molte altre malattie che colpiscono i paesi in via di sviluppo. Cucinare la carne a 71 °C è una tecnica in grado di uccidere il virus dell'epatite E, temperature diverse comportano tempi diversi per inattivare il virus.

### Componenti del sangue
La quantità di virus presente nei componenti del sangue necessaria per causare l'infezione trasmessa per trasfezione sembra essere variabile. La trasmissione del virus dell'epatite E in occasione di una trasfusione può essere vagliata mediante uno screening tramite test dell'acido nucleico. Questo è una tecnica utilizzata in occasione di una donazione del sangue per proteggere il ricevente.

### Vaccino
Per quanto riguarda gli adulti l'esistenza di un vaccino ricombinante contro tale forma di epatite, recentemente autorizzato nella Repubblica Popolare Cinese, si è rivelata molto efficace.
Nel 2022 Medici Senza Frontiere, in collaborazione con il ministero della salute del Sud Sudan, ha condotto la prima campagna di vaccinazione di massa al livello mondiale nel campo per sfollati di Bentiu, immunizzando circa 25 000 persone, incluse donne incinte.
.

## Evoluzione del virus
I ceppi di HEV oggi esistenti potrebbero essere sorti da un virus antenato condiviso esistito dai 536 ai 1344 anni fa.  Un'altra analisi ha datato l'origine del virus dell'epatite E a circa 6000 anni fa, suggerendo che ciò sia correlabile all'addomesticamento dei suini. A un certo punto, due clade potrebbero aver diverso: una forma antropotropica e una forma enzootica, che successivamente si sono evolute rispettivamente nei genotipi 1 e 2 e nei genotipi 3 e 4.
Mentre il genotipo 2 rimane meno frequentemente rilevato rispetto ad altri genotipi, le analisi genetiche evolutive suggeriscono che i genotipi 1, 3 e 4 si sono sostanzialmente diffusi nel XX secolo.